# Missweisende Peilung
Eine missweisende Peilung (engl. magnetic bearing, MB) bezeichnet den Winkel zwischen missweisend Nord (engl. magnetic north, MN) und der Linie Bodensender – Flugzeug beziehungsweise Flugzeug – Bodensender, gemessen im Uhrzeigersinn (Anm.: engl. TN = True North entspricht dem Nordpol auf der Karte. Der Winkel zwischen TN und MN kann je nach Standort und Erdmagnetfeld unterschiedlich sein (Hamburg: ca. 1,6° Ost, Stand 2011), Hauptartikel: Deklination (Geographie)).
Ähnlich wie auch bei der rechtweisenden Peilung, wird auch bei der missweisenden Peilung nach Q-Gruppen differenziert. Hierdurch ist eine eindeutige Identifizierung gegeben. Besonders das QDM (Eselsbrücke für den rhythmischen Klang der beiden Buchstaben DM im Morsecode −·· −− für Heim nach Muttern) und das QDR werden in der Fliegerei häufig verwendet.
| QDR: Missweisende Peilung vom Bodensender zum Flugzeug QDM: Missweisende Peilung vom Flugzeug zum Bodensender |
| --- |

QDM und QDR lassen sich auf bestimmten Cockpitinstrumenten für NDB und VOR direkt ablesen. Da diese missweisende Kurse zeigen, sind auch die Kurse in den Funknavigationskarten missweisend angegeben. Bei Eintrag des Kurses in eine Luftfahrtkarte oder Seekarte ist die Missweisung zu berücksichtigen.
Fliegt ein Pilot mit dem QDM als missweisendem Steuerkurs (MH = QDM), dann fliegt er direkt zur Bodenstation. Das gilt allerdings nur bei Windstille.
Der Begriff „missweisende Peilung“ bleibt aber nicht auf die Flugnavigation beschränkt. Er wird ebenso in allen anderen Fällen verwendet, wo eine Richtung in Bezug auf den Magnetpol der Erde bezogen ist. Generell ist zu beachten, dass sich der Ort des Magnetpols ständig (vorausberechenbar) verändert und eine missweisende Peilung immer nur für einen definierten Zeitraum und ein bestimmtes Gebiet Gültigkeit hat; Bei Richtungsangaben in missweisender Peilung müssen also Ort und Zeit mit angegeben werden/bekannt sein, damit eine Nachvollziehbarkeit zu einem späteren Zeitpunkt und an anderem Ort möglich ist.